# Tabun C1
Tabun C1, o Tabūn C1, és el nom de catàleg d'un esquelet fòssil, també conegut com a Tabun 1, d'un Homo neanderthalensis de datació controvertida, que va ser trobat per Yusra, una dona local membre de l'equip de l'arqueòloga britànica Dorothy Garrod, a la cova que dona nom a la peça, la cova de Tabun, una de les quatre que formen el Jaciment paleontològic de les coves de Nahal Me'arot, en el vessant occidental del Mont Carmel, a Israel.
Les restes del Tabun C1, es conserven al Museu d'Història Natural, a Londres, on es van traslladar després de la campanya d'excavacions entre 1929-1934, organisme pel qual treballava Dorothy Garrot.

## Descripció
Les restes pertanyen, probablement, a una dona neandertal i d'aspecte gràcil, dins dels cànons de l'espècie. El crani presenta la dentició superior gairebé completa, excepte un dels tercers molars, i l'esquelet post cranial està gairebé complet.
El fòssil va ser descrit per primera vegada per T. D. McCown i A. Keith el 1939. Prèviament, Dorothy Garrod i Dorothea Bate van datar els nivells i van estudiar l'arqueologia i fauna de la zona.

## Datació
La datació ha variat al llarg del temps, estant acceptat per molts entre 50 i 120 mil anys. Existeixen dificultats per a una datació precisa de Tabun 1, podent-se indicar un rang de 143 ± 37 ka (abreviatura de kiloany= un miler d'anys) segons uns autors, 50-122 ka segons uns altres, i fins i tot datació per sèries d'urani que el situen en 34 ± 5 ka. Aquesta última discutida per alguns en haver-se fet amb ossos que podrien haver estat adquirint urani durant el seu enterrament.
Quan Dorothy Garrot va realitzar l'excavació de la cova Tabun va atribuir l'esquelet al nivell C, ja que es trobava a la frontera entre aquest nivell i el B, si bé es tenia constància que l'enterrament es va realitzar en temps del nivell B.